# Subprefeitura de Itaquera
A Subprefeitura de Itaquera é uma das 32 subprefeituras da cidade de São Paulo, sendo regida pela Lei nº 13.999 de 1º de agosto de 2002.
É composta por quatro distritos, Itaquera, Parque do Carmo, José Bonifácio e Cidade Líder, que somados representam uma área de 54,3 km², habitada por mais de 488 mil pessoas. O bairro de Itaquera é predominantemente dormitório, havendo poucas opções de lazer. Ainda há uma grande extensão de terras pertencentes a imigrantes japoneses. 
No maior Parque Fazenda da Região, conhecido como Parque do Carmo, há plantações de cerejeiras, advindas da colonização japonesa. Atualmente o bairro de Itaquera consta com um desenvolvimento comercial significativo. Com o advento da Copa do Mundo FIFA de 2014 e a construção do Estádio de Futebol da equipe Sport Club Corinthians Paulista. O bairro segue seu curso e cresce em termos de população, porém é parco o crescimento industrial e comercial, ficando ainda o estigma de bairro dormitório.
A construção da Arena Corinthians foi um marco que trouxe muito investimento e visibilidade para a região. Já havia um pólo comercial em Itaquera, porém a construção do estádio foi inserida em um projeto de desenvolvimento que estava já em andamento.
Atualmente, a subprefeitura de Itaquera tem como subprefeita Silvia Regina de Almeida.

## Distrito de Itaquera
Área: 14,60 km
População: 204.871
Densidade Demográfica (Hab/km): 14.032
Principais Bairros: Conjunto Habitacional A. E. Carvalho, Conjunto Habitacional Águia de Haia, Itaquera, Jardim Adelaide, Jardim Aurora, Jardim Cleide, Jardim Irene, Jardim Itapemirim, Jardim Liderança, Jardim Naufal, Jardim Norma, Jardim Redil, Jardim São João, Limoeiro, Parada Quinze, Parada XV de Novembro, Parque Guarani, Parque Sevilha, Vila Bozzini, Vila Brasil, Vila Campanela, Vila Carmosina, Vila Caxumba, Vila Corberi, Vila Jussara, Vila Klauning, Vila Progresso, Vila Regina, Vila Santana, Vila Síria, Vila Suíça, Vila Taquari, Vila Ursulina e Mastrocola, Vila Verde.

## Distrito de Cidade Líder
Área: 10,20 km
População: 126.597
Densidade Demográfica (Hab/km): 12.411
Principais Bairros: Cidade Líder, Jardim Marília, Jardim Brasília, Jardim Maringá, Jardim Bandeirantes, Jardim Fernandes, Parque Savoy City, Jardim Santa Terezinha, Jardim Ipanema.

## Distrito de José Bonifácio
Área: 14,10 km
População: 124,122
Densidade Demográfica (Hab/km): 8.803
Principais Bairros: Colônia Japonesa, Conjunto Habitacional Fazenda do Carmo, Conjunto Residencial José Bonifácio, Fazenda do Carmo, Jardim Cibele, Jardim Helena, Jardim Ivete, Jardim Jordão, Jardim Morganti, Jardim Pedra Branca, Jardim São Pedro, José Bonifácio, Vila Gil, Vila Santa Terezinha.

## Distrito do Parque do Carmo
Área: 15,40 km
População: 68.258
Densidade Demográfica (Hab/km): 4.432
Principais Bairros: Fazenda Caguaçu, Fazenda Nossa Senhora do Carmo, Gleba do Pêssego, Jardim Elian, Jardim Marabá, Jardim Nossa Senhora do Carmo, Jardim Santa Marcelina, Parque do Carmo, Vila Chuca.

## "Bloco No Itaquera"
O Carnaval de rua de São Paulo tem crescido, atraindo públicos diversos, e com características próprias.
De acordo com a Secretaria Especial de Comunicação (Secretaria Municipal de Cultura), a folia começou, oficialmente, no dia 17 de fevereiro e vai até 5 de março em várias regiões do município. Serão 391 blocos em 2017 (28% a mais que em 2016).
Dentre esses blocos está o Itaquerendo Folia, da Zona Leste – Itaquera, que desfila pelo segundo ano na terça-feira de Carnaval (28/02) prestando homenagem aos 35 anos de carreira do Trio Los Angeles e que, segundo seu Coordenador, o jornalista e carnavalesco J. Ivo Brasil, a partir desse ano a folia passa a ser também dos membros da terceira idade.
"Em São Paulo, de acordo com informações do Fundo Estadual do Idoso, a população idosa, em 2014, já representava 12,9% de todos os habitantes do Estado (SP). E esse novo perfil populacional pede ações integradas para garantir o envelhecimento ativo do idoso e fortalecer sua importância na sociedade." (ainda de acordo com o Fundo), justifica o coordenador.
Portanto, pensando em fortalecer a importância desse público para a sociedade, é que foi tomada a decisão de escolher um Rei e uma Rainha da Folia da Terceira Idade para o Bloco Itaquerendo Folia.